# Oishimbo
Oishimbo (jap. 美味しんぼ, auch Oishinbo) ist eine Manga-Serie des Autors Tetsu Kariya und des Zeichners Akira Hanasaki, die seit 1983 in Japan erscheint. Sie wurde auch als Anime adaptiert und in mehrere Sprachen übersetzt. 1996 kam außerdem ein Realfilm zum Manga heraus. Die Serie ist die langlebigste und eine der erfolgreichsten des Gourmet-Genres.
Die Serie handelt von zwei Journalisten, die mit der Aufgabe betraut werden das Ultimative Menü (究極のメニュー, kyūkyoku no menu) zusammenzustellen und bei ihrer Suche nach geeigneten Gerichten und kulinarischen Erkundungen in den Wettstreit mit dem Team einer konkurrierenden Zeitung treten. Mit ihrem Wissen über Kochkunst lösen sie auch Probleme in ihrem persönlichen Umfeld. Der Titel ist ein Kofferwort aus dem japanischen Worten oishii (dt. „köstlich“) und kuishimbo (dt. „Gourmet“).

## Inhalt
Der junge Journalist Shirō Yamaoka (山岡 士郎) arbeitet im Kultur-Ressort der Tōzai Times und ist berüchtigt für seine Faulheit wie für seine Reizbarkeit. Doch da er in einem Test einen besonders feinen Gaumen beweist, wird er beauftragt im Rahmen einer Kolumne das Ultimative Menü zusammenzustellen, mit dem das 100. Jubiläum der Zeitung gefeiert werden soll. Er nimmt die Aufgabe gemeinsam mit seiner Kollegin Yūka Kurita (栗田 ゆう子) zunächst unwillig aber dann mit zunehmender Begeisterung an. Sie erkunden die japanische Küche und die von anderen Ländern nach Japan gekommenen Gerichte. Dabei stoßen sie jedoch immer wieder auch auf Yūzan Kaibara (海原 雄山) – den Vater Yamaokas und berühmten Töpfer und Gourmet. Vater und Sohn sind lange verstritten: Kaibara hält seinen Sohn für unfähig während sein Sohn ihm vorwirft, mit seinem harten Urteil über die Kochkunst anderer seine Mutter in den Tod getrieben zu haben. Ihr Aufeinandertreffen gerät immer häufiger zu einem Wettstreit und nach einiger Zeit wird Kaibara von der konkurrierenden Teito Times geworben. Er soll deren Höchstes Menü (至高のメニュー, shikō no menu) zusammenstellen, das das Ultimative Menü der Tōzai Times übertreffen soll.
So kommt es, dass Yamaoka und Kurita nicht nur auf der Suche nach geeigneten Gerichten sind, sondern sich immer wieder zu wechselnden kulinarischen Themen in Wettkämpfen mit dem Team der Teito Times befinden. Deren von Kaibara ausgewählten oder geschaffenen Gerichte haben sie oft nur wenig entgegenzusetzen. Daneben müssen sie immer wieder Probleme ihrer Kollegen oder Familien lösen, wobei ihnen ihr Wissen über Kochen und Ernährung oft hilfreich ist. Während der langen Zeit lernen sich die beiden auch besser kennen und werden, nachdem sie einige Hindernisse überwinden, schließlich ein Paar. Ihre Hochzeit wird von der Tōzai Times zur Präsentation von Gerichten des Ultimativen Menüs genutzt und – zum Missfallen Yamaokas – zu einem großen Ereignis.

## Stil und Inszenierung
Entsprechend der Leserschaft seines Magazins richtet sich Oishimbo in erster Linie an junge und erwachsene Männer. In die Geschichten sind neben Rezepten auch Informationen über die Herstellung und Qualität von Essen verwoben. Jedoch sei die Zielgruppe, so Autor Kariya Tetsu, nicht die Gourmets und Experten. Ihm sei es eher unangenehm, wenn diese seinen Manga lesen, da er sich selbst nicht immer so gut mit Essen und Kochen auskenne. Das Essen wird stets realistisch bis photorealistisch dargestellt, besonders wenn es allein in einem Panel zu sehen ist. Dagegen sind die Charaktere stets in einem einfachen Stil gehalten. Die Kombination dieser beiden Darstellungsformen ist im Genre üblich. Sie unterstützt die Identifikation mit den handelnden Figuren und betont die Sinnlichkeit und Faktizität des Essens – im Gegensatz zur fiktiven Handlung. Zur Beschreibung der Gerichte werden durch die Essenden zusätzlich ausführliche, blumige Erklärungen gegeben, die die fehlende farbige Bebilderung der Gerichte ausgleichen sollen. Dazu kommen Lautmalereien, die beim Zubereiten und Essen die Geräusche, Konsistenz und Gerüche der Speisen vermitteln.

## Veröffentlichungsgeschichte
Der Manga erscheint seit Oktober 1983 im Magazin Big Comic Spirits des Verlags Shogakukan in Japan. Die Leserschaft des Magazins sind vor allem Studenten und Angestellte. 2008 wurde die Serie nach Auflösung des Konflikts zwischen Yamaoka und seinem Vater vorübergehend eingestellt, 2009 dann wieder aufgenommen. In der Zwischenzeit wurde ein neues Konzept für die Serie entwickelt, die nun die Spezialitäten der Präfekturen Japans vorstellen sollte. Außerdem arbeitete der Zeichner Akira Hanasaki während dessen am Manga Nobō no Shiro. 2014 wurde die Veröffentlichung erneut ausgesetzt, nachdem die Thematisierung der Auswirkungen der Nuklearkatastrophe von Fukushima Kritik ausgelöst hatte. Die Unterbrechung sei jedoch ohnehin geplant gewesen. Eine Rückkehr der Serie ist seit 2016 geplant, danach soll Oishimbo zu einem endgültigen Abschluss gebracht werden. Die Kapitel wurden auch in bisher 111 Sammelbänden veröffentlicht. Außerdem erschien eine Auswahl der Geschichten nach Themen sortiert mit dem Untertitel à la Carte in einem größeren Format.
Tong Li Publishing bringt in Taiwan eine chinesische Übersetzung der Serie heraus und bei Norma Editorial erscheint eine spanische Fassung. Viz Media veröffentlichte sieben Bände der à la Carte-Serie auf Englisch:
- Oishinbo: Japanese Cuisine (Januar 2009; à la Carte 20) ISBN 1-4215-2139-3
- Oishinbo: Sake (März 2009; à la Carte 26) ISBN 1-4215-2140-7
- Oishinbo: Ramen & Gyoza (Mai 2009; à la Carte 2) ISBN 1-4215-2141-5
- Oishinbo: Fish, Sushi & Sashimi (Juli 2009; à la Carte 5) ISBN 1-4215-2142-3
- Oishinbo: Vegetables (September 2009; à la Carte 19) ISBN 1-4215-2143-1
- Oishinbo: The Joy of Rice (November 2009; à la Carte 13) ISBN 1-4215-2144-X
- Oishinbo: Izakaya: Pub Food (Januar 2010; à la Carte 12) ISBN 1-4215-2145-8

## Anime-Adaption
Bei Shin-Ei Animation entstand ab 1988 eine Anime-Adaption des Mangas für das japanische Fernsehen. Insgesamt entstanden unter der Regie von Yoshio Takeuchi 136 Folgen mit je 25 Minuten Laufzeit. Die Autoren waren Haruya Yamazaki, Ryūzō Nakanishi und Yasuo Tanami. Das Charakterdesign wurde entworfen von Masaaki Kannan und die künstlerische Leitung lag bei Akira Furuya. An der Produktion beteiligt war auch Studio Deen. Die Handlung ist eng orientiert an der des Mangas, entwickelt sich jedoch deutlich schneller und enthält auch einige komischere oder romantische Geschichten aus der Zeit nach der Fertigstellung des Ultimativen Menüs.
Die Serie wurde vom 17. Oktober 1988 bis zum 17. März 1992 von TV Asahi gezeigt. Dem folgten zwei Fernseh-Specials: Am 11. Dezember 1992 Oishimbo: Kyūkyoku Tai Shikō, Chōju Ryōri Taiketsu!! (美味しんぼ 究極対至高 長寿料理対決!!) mit 90 Minuten Laufzeit und am 3. Dezember 1993 Oishimbo: Nichibei Kome Sensō (美味しんぼ 日米コメ戦争) mit 89 Minuten Laufzeit. Beide wurden vom gleichen Team produziert wie die Fernsehserie.

### Synchronisation
| Rolle            | Japanische Stimme |
| ---------------- | ----------------- |
| Shirō Yamaoka    | Kazuhiko Inoue    |
| Yūka Kurita      | Mayumi Shō        |
| Yūzan Kaibara    | Chikao Ohtsuka    |
| Daizō Ōhara      | Osamu Saka        |
| Kinue Tahata     | Rin Mizuhara      |
| Seiichi Okaboshi | Norio Wakamoto    |

### Musik
Die Musik der Serie wurde komponiert von Kazuo Otani. Die beiden Vorspanne sind unterlegt mit den Liedern You von Megumi Yūki und Dang Dang Kininaru von Yuma Nakamura. Für die Abspanne verwendete man Two of us von Megumi Yūki und Line von Yuma Nakamura.

## Videospiele
Zu Oishimbo erschienen in Japan zwei Videospiele: Zunächst 1989 Oishimbo: Kyukyoku no Menu 3bon Syōbu, entwickelt von TOSE für den Family Computer. 2007 folgte Oishimbo: DS Recipe Shū für den Nintendo DS, herausgegeben von Namco Bandai Games.

## Rezeption und Analyse
Die Sammelbände der Serie verkauften sich in Japan jeweils 1,2 Millionen Mal, was sich insgesamt zu etwa 130 Millionen verkauften Bänden summiert. Bereits der erste Band verkaufte sich in dieser Größenordnung, die Popularität des Mangas blieb von da an ungebrochen und von Mitte der 1980er bis Mitte der 1990er Jahre war er der zweitbestverkaufte Titel seines Verlags. 1986 wurde der Manga mit dem Shōgakukan-Manga-Preis in der Kategorie Seinen/Allgemein ausgezeichnet. Im Gourmet-Genre gehört Oishimbo zu den beliebtesten Serien und ist zugleich die langlebigste. Die in den Geschichten beschriebenen Rezepte werden auf Fan-Websites gesammelt.
Die deutsche Zeitschrift Animania zeigt sich „erstaunt über die detaillierte Kenntnis und Recherchearbeit der Autoren“ und hebt hervor, wie viele interessante Informationen über Kochen und Essen der Manga über seine Geschichten vermittle. Dabei könnten westliche Leser jedoch „Probleme haben, einen Zugang zu Oishimbo zu finden, da viele Feinheiten der japanischen Küche nicht so einfach nachzuvollziehen sind“. Gewöhnungsbedürftig sei der Zeichenstil, der zudem im Laufe der vielen Jahre erkennbar reife. Dennoch seien die Gerichte „appetitanregend gezeichnet und die ständigen Kommentare der Essenden lassen einem schlicht und ergreifend das Wasser im Munde zusammen laufen“. In der Anime Encyclopedia wird die liebevolle Porträtierung sowohl der Charaktere als auch der gezeigten Gerichte in der Animeserie gelobt.
Das Hauptthema der Serie sei, so Japanologin Lorie Brau, die Vielfalt von Esskultur allgemein und besonders in Japan sowie die Sorge, diese könne in der industrialisierten und globalisierten Welt verloren gehen. Daher wird neben vielen ausländischen Küchen in erster Linie die japanische Küche thematisiert, und dabei vor allem einfachere Gerichte. So liegt der Fokus nicht auf den aufwändigen, sondern den einfachen, traditionellen Gerichten, auch aus dem Ausland, und die Serie nimmt oft einen eher konservativen Standpunkt ein. Zusätzlich werden viele Informationen über Lebensmittel vermittelt und Kritik am gedankenlosen gesellschaftlichen Umgang mit Essen geübt, mehrfach Stellung gegen den Einsatz von Pestiziden, gegen den Import von Reis, gegen Kommerzialisierung sowie für ökologische Landwirtschaft und die japanische Küche als Teil der japanischen Identität bezogen. Diese Schwerpunkte der Handlung – Überbringen von Informationen und Werten – passe laut Lorie Brau zur journalistischen Tätigkeit der Protagonisten und der Zeitungsredaktion als Hauptschauplatz. Dieser Schauplatz ist für das Genre ungewöhnlich, das meist in Küchen und Gaststätten spielt. Ein für das Genre sehr typisches Element ist dagegen der Wettstreit um das bessere Gericht, der hier als Wettkampf zweier Zeitungen ausgetragen wird. Ein weiteres wesentliches und nicht untypisches Element ist der Konflikt zwischen Vater und Sohn (bzw. in anderen Werken auch Lehrer und Schüler). Zwar wollen beide oberflächlich nichts miteinander zu tun haben, doch über die ausgetragenen Wettkämpfe lehrt Kaibara – für den der Künstler und Gourmet Kitaōji Rosanjin Pate stand – dennoch seinen Sohn sein Wissen über die Kochkunst und seine Philosophie, den „Geist der Gastfreundschaft“: Es kommt nicht nur auf die Wahl der Zutaten und der Handwerkskunst des Kochs an, sondern auch darauf, dass der Koch mit Hingabe und Einfühlungsvermögen für seinen Gast arbeitet. Trotz aller Behandlung politischer Themen sei der Schwerpunkt doch die Zubereitung von Essen und die sich darum drehenden menschlichen Beziehungen. Die Geschichten, so Laurie Brau, sprechen das Bedürfnis der Leser nach mehr Wissen über ihr Essen und ihre Kochkultur an und vermitteln ihnen oder bestärken sie in ihrer Identität. Es würden zugleich Werte vermittelt wie auch aktuelle Entwicklungen kritisiert.
Im April 2014 erschien ein Kapitel, in dem die Nuklearkatastrophe von Fukushima thematisiert wurden. In dieser besuchen Journalisten Fukushima und haben danach gesundheitliche Beschwerden. Außerdem wird Zensur der Berichterstattung über Fukushima beklagt. Menschen aus der Region beschwerten sich über diese Darstellung, da niemand die gezeigten Symptome kenne. Der Umgang mit dem Thema wurde scharf kritisiert, aber international auch der Mut gelobt dieses anzusprechen, so von der Huffington Post. Die Redaktion des Magazins verteidigte die Geschichte damit, dass sie auf echten Berichten beruhe, sicherte aber zu in der nächsten Ausgabe eine Sammlung von Meinungen zu Fukushima einschließlich Gegendarstellungen zu veröffentlichen. Es sei auch nicht die Absicht gewesen, dass nun niemand mehr Lebensmittel aus der Region Fukushima kaufe, obwohl diese sicher seien. Der Autor Tetsu Kariya übernahm die Verantwortung für mögliche Fehler oder Übertreibungen in der Geschichte. Nach der Kritik wurde die Veröffentlichung der Serie ausgesetzt, was jedoch schon zuvor geplant gewesen sein soll.